# Гебхардт III (Лойхтенберг)
Гебхардт III фон Лойхтенберг (на немски: Gebhard III von Leuchtenberg; * 1180 † 1244 или по-късно) е ландграф на Лойхтенберг и господар на господство Валдек в Горен Пфалц.
Той е син на граф, от 1196 г. ландграф Диполд I фон Лойхтенберг († 1209) и внук на граф Гебхардт II фон Лойхтенберг († 1168) и съпругата му Юта фон Фобург.
След смъртта на баща му (1209) Ландграфството Лойхтенберг се разделя. Гебхард получава замък и господството Валдек, а брат му Диполд II († 1259), получава Лойхтенберг.

## Фамилия
Гебхардт III се жени за Елизабет фон Цолерн-Нюрнберг (* 1200/1210; † 14 ноември 1255), дъщеря на бургграф Фридрих I фон Нюрнберг. Те имат децата:
- Фридрих II († 1284), женен за I. Елизабет фон Ортенбург († 1275), дъщеря на баварския пфалцграф Рапото II фон Ортенбург († 1231), II. пр. 8 декември 1282 г. за Изентруд фогтин фон Щрасберг († сл.1300)
- Гебхардт IV († август 1279), женен за Елизабет фон Ортенбург († 1272), дъщеря на граф Хайнрих I фон Ортенбург († 1241)